# Geistlich Pharma
Die Geistlich Pharma AG mit Sitz in Wolhusen (Kanton Luzern) ist ein Schweizer Unternehmen zur Entwicklung und Herstellung von regenerativen Medizinprodukten mit über 800 Mitarbeitern.
Das Unternehmen gibt an, körpereigene regenerative Prozesse mit biologischen Lösungen zu unterstützen, und ist mit einigen seiner regenerativen Biomaterialien marktführend sowie in der Regeneration von Knochen und Zahnfleisch weltweit führend.

## Organisation
Das Unternehmen ist in die Geschäftsbereiche Dental Regeneration (regenerative Zahnmedizin, Maxillofacial- und Kieferchirurgie) und Regenerative Technologies (Orthopädie, Sportmedizin, Wirbelsäulenchirurgie, Ästhetik und rekonstruktive Chirurgie sowie Infektiologie) gegliedert.
Die Geistlich Pharma AG wird von einem siebenköpfigen Verwaltungsrat unter dem Vorsitz von Andreas Geistlich geleitet. Laut Aussage von Andreas Geistlich würden 10 Prozent des Umsatzes in Forschung und Entwicklung investiert.
Neben dem Hauptsitz in Wolhusen – dort konzentriert sich Forschung, Entwicklung und Produktion – hat das Unternehmen 13 Tochtergesellschaften im Ausland.
Das Unternehmen erhielt mehrmals, zuletzt 2016, den Innovationspreis der Industrie- und Handelskammer Zentralschweiz und 2010 den SVC-Unternehmerpreis Zentralschweiz.

## Geschichte
Johann Heinrich Glättli (1824–1884) gründete 1851 in Zürich-Riesbach eine Leimfabrik; zur Produktion benötigte man damals Knochen, Schlachtabfälle und Hasenfelle sowie eine grosse Menge Wasser. Sein Glaubensbruder, Schlosser und Prediger der evangelischen Täufergemeinde Johan Heinrich Geistlich (1824–1884) war technischer Berater bei der Fabrik. Riesbach wandelte sich in den 1860er-Jahren zur Wohngegend von Betuchten, die sich an den Gerüchen des Fabrikleims störten und Bedenken wegen des Wassers hatten. Daher suchte Glättli einen neuen Standort und kaufte 1867 in Schlieren an der Unterengstringerstrasse ein Grundstück. Dort startete 1869 der Betrieb für die Entfettung von Knochen mit sieben Mitarbeitern. Der Betrieb wurde somit das älteste Industrieunternehmen Schlierens. Für die Wahl Schlierens sprach die Erschliessung an der Nordostbahn, die freie Belüftung im damals noch nicht dicht besiedelten Limmattal und das vorhandene Grundwasser. 1873 verlegte Glättli auch die Leimfabrik von Riesbach nach Schlieren. 1872 trat Sohn Eduard Geistlich (1856–1907) als Schlosser in die Firma ein. Nach dem Tod 1876 von Heinrich Glättli kauften 1880 Vater und Sohn Geistlich die Firma; ab 1884 war Eduard Alleininhaber der Firma.
1899 wurde die Knopf- und Beinwarenfabrik Josef Meyer im luzernerischen Wolhusen übernommen und ein Jahr später in eine Leim- und Düngerfabrik umgewandelt. Nach dem Tod von Eduard Geistlich gründeten die Söhne Eduard (1881–1954), Emil (1882–1944), Alfred (1883–1957) und Paul (1893–1974) 1909 die Aktiengesellschaft Ed. Geistlich Söhne AG mit einem Kapital von 1,5 Millionen Schweizer Franken. 1920 beabsichtigte die französische Unternehmung Rousselot eine Leimfabrik in der Westschweiz zu eröffnen, weshalb Geistlich ihr Kapital auf 2,0 Millionen Schweizer Franken erhöhte und Rousselot eine Beteiligung von 20 Prozent überliessen. Diese kaufte Geistlich 1974 wieder zurück und wurde so wieder zum reinen Familienunternehmen.
Bis zum Zweiten Weltkrieg war tierischer Leim gefragt. Mit dem Aufkommen chemischer Produkte, die in der Anwendung einfacher sowie in den Spezifikationen besser waren, entschied sich Geistlich, auch auf diesem Gebiet tätig zu werden. So führte das Unternehmen 1933 den «halbchemischen» Furnierleim Tucol ein und patentierte ihn in 18 Ländern. Der wasserfeste Leim Gewocol wurde während des Zweiten Weltkriegs, der Kunstharzleim nach dem Weltkrieg eingeführt. In den 1940er-Jahren produzierte Geistlich im Auftrag der Schweizerischen Eidgenossenschaft Nahrungsergänzungsmittel, beispielsweise das noch heute auf dem Markt erhältliche Decalcit, um nach Firmenangaben den Knochenschwund bei der Bevölkerung zu lindern. Diese Entwicklungen führten wohl dazu, dass in Wolhusen 1943 zusätzlich eine pharmazeutische Abteilung eröffnete; anfänglich für die Herstellung von Futterkalk, Vitaminpräparaten, Penicillin und anderen Stoffen.
Im Jahr 1950 wurde für Pharmazeutika der Ed. Geistlich Söhne A.G. für chem. Industrie Wolhusen (Schweiz) als Tochtergesellschaft die GEWO GmbH in Baden-Baden (Deutschland), 1960 die Niederlassung Geistlich Sons Ltd. in Chester (England) und 1983 die Geistlich International USA gegründet. 1957 erfolgte der Neubau eines Fabrikationsgebäudes für die Herstellung und ein Forschungs-, Entwicklungs- und Betriebslabor für chemische Klebstoffe; ein Jahr später wurde Konstruvit, ein Klebstoff für den Haushaltsbereich, international registriert. 1964 wurde die erste eigene Polymerisationsanlage in Betrieb genommen und es folgte die erste Lieferung an Migros. In den folgenden Jahren brachte Geistlich weitere Produkte auf den Markt: Baukleber und Wandbeschichtungen als bauchemische Produkte (1967), Hotmelts – ein Schmelzkleber (1970) –, der Bodenkleber Miraflor (ca. 1972) und als Färgel-Lim ein Do-it-yourself-Sortiment für einen schwedischen Grossverteiler (1975).
Um 1981 las Peter Geistlich in einem kieferorthopädischen Fachmagazin von Erkenntnissen von Philip J. Boyne über die Rekonstruktion von zersplitterten Kiefern mit Hilfe von Rinderknochen. Die Basis für ein solches Knochenmaterial bildeten die Kenntnisse von Peter Geistlich über Knochen und Gewebe und eine Zusammenarbeit mit Myron Spector an der Harvard University und Philip Boyne. 1986 lagen die ersten klinischen Ergebnisse für das erste, natürliche Knochenersatzmaterial Bio-Oss vor, die Marktzulassung in den USA erhielt Geistlich 1990.
Ab den 1970er Jahren wurde die Firma restrukturiert; 1999 wurde die Ed. Geistlich Söhne AG in eine Holding-Gesellschaft umgewandelt. So entstanden in Schlieren die Tochtergesellschaften Geistlich Ligamenta AG für Klebstoffe und Geistlich Agrasana AG für Futterfette sowie in Wolhusen die Tochtergesellschaften Geistlich Alimenta AG für essbare Kollagenfolien und Geistlich Pharma AG für Arzneimittel und Biomaterialien. Die Immobilien wurden in der neu gegründeten Geistlich Immobilia AG zusammengefasst.
In dieser Zeit entwickelte Geistlich Orthoss, ein Knochenersatzmaterial zur Anwendung bei orthopädischen Knochendefekten, Bio-Gide, eine Kollagenmembran für die Zahnmedizin sowie Chondro-Gide, eine Kollagenmatrix zur Regeneration von Knorpeldefekten. 2002 wurde die Produktion von Speisegelatine und 2005 die von essbarer Kollagenfolie eingestellt. Ein Jahr später wurde die industrielle Knochenverarbeitung eingestellt.
2003 wurde eine Vertriebsgesellschaft in Thiene gegründet, 2005 eine Repräsentation in Peking, die 2008 zur chinesischen Tochter wurde. 2008 entstand die französische Tochtergesellschaft in Roissy-en-France, 2010 eine in São Paulo, 2011 eine in Südkorea. 2012 folgte eine Tochtergesellschaft in Nordamerika, 2014 je eine in Australien und Neuseeland, 2016 die in New Delhi und 2019 die in Japan. Im November 2021 übernahm Geistlich das Medizintechnikunternehmen Meta Technologies S.r.l und im Oktober 2022 Lynch Biologics in den USA, um das Portfolio der regenerativen Zahnmedizin weiter auszubauen.
Die alte Fabrik in Schlieren wurde in eine Wohnüberbauung mit Park umgestaltet, trotz Kritik sollten einzig Gleisteile, ein Transformatorenhaus und zwei Kleinbauten als geschichtliche Zeugen erhalten bleiben, während der letzte in Schlieren noch bestehende Hochkamin 2016 gesprengt wurde.